# مایکل خضوری
مایکل خضوری (به انگلیسی: Michael Kadoorie) (زاده ۱۹۴۱) کارآفرین، بازرگان، سرمایه‌دار و مدیر ارشد اجرایی هنگ کنگی عراقی‌تبار است، که در حال حاضر به‌عنوان رئیس هیئت مدیره گروه سی‌ال‌پی فعالیت می‌کند. وی در ماه ژانویه ۲۰۱۵ با دارایی خالص ۸٫۹ میلیارد دلار، در رتبه هفتم از ثروتمندترین افراد هنگ کنگ قرار گرفت.